# Kloak
 For alternative betydninger, se Kloak (flertydig). (Se også artikler, som begynder med Kloak)
 Der er for få eller ingen kildehenvisninger i denne artikel, hvilket er et problem. Du kan hjælpe ved at angive troværdige kilder til de påstande, som fremføres i artiklen.

I byplanlægning er en kloak (græsk) et lukket afløbsrør, der er bestemte til, gennem særlig derfor tilvejebragte åbninger, at optage og der efter bortlede spildevand, det vil sige nedbørsvand og flydende eller halvflydende affald — her under ekskrementer — hidrørende fra menneskers husholdninger og øvrige virksomhed fx industri.
Der haves kloakker, som er bestemte til bortledning af alle de nævnte slags stoffer (ledninger i "almindelige" kloaksystemer), men også sådanne, som kun skal bortlede en enkelt eller nogle enkelte slags (separate ledninger i "skillesystemer"). Lodretstillede ledninger af den omtalte slags, så som tagnedløb og faldrør samt de ledninger, der udmunder i sådanne, indgår hyppigt som led i kloakanlæg men kaldes selv sjælden kloakker.
De egentlige kloakker er i reglen underjordiske og snarere vandrette end lodrette (eller de kan have form som en åben spildevandsrende).

## Kloakkers nytte
Kloakker findes af sundhedsmæssige hensyn. Uden sådanne vil der være fare for forurening af grundvandet, og hvis forurenet vand fik lov at ligge åbent, vil der ske en ophobning af affaldsstoffer, der ved forrådnelse kan skabe sundhedsfarlige tilstande fx levesteder for bakterier.

## Kloakplanlægning
De kloaknet, der er behov for, skal planlægges. Tidligere kaldte de planer, kloakeringen forberedtes og udførtes efter, kloak-rammeplaner og kloakplaner, senere spildevandsplaner.
Når et kloaknet skal planlægges og udføres, må der tages hensyn til en række forhold:
1. for det første må de enkelte dele af rørnettet planlægges til at have dimensioner, der gør dem i stand til at aftage den størst muligt forekommende mængde af spildevand. Rørnettet vil derfor - alt andet lige - have de mindste dimensioner ved dets ydre ender og vokse i diameter i takt med, at de enkelte rørdele samles op i samleledninger; størst vil de være ved udmundingen.
2. for det andet må det lægges i en dybde i jorden, hvor fare for at det vil fryse til er fraværende samt så dybt, at der kan drænes til dem under alle bygninger, og at kældergulve kan forsynes med afløb til dem uden fare for, at kloakindholdet under stærke regnskyl eller tøbrud stuves så højt op, at det kan løbe ind i husene.
3. for det tredje må det anlægges med et fald (en hældning), der gør det muligt for spildevandet (med dets indhold af faste stoffer) selv at løbe gennem røranlægget fra dettes begyndelse til dets ende. Det sker som regel ved vandhastigheder på ca. 0,7 m pr sekund, og røranlæggets fald må følgelig laves under hensyn hertil.
4. for det fjerde må kloakanlæggets endemål planlægges. Tidligere blev spildevand ført ud i havet eller en flod, idet man forudsatte en selvrensende evne her, men i 1960-erne blev det klart, at denne forudsætning ikke kunne opretholdes, og alt spildevand bliver derfor nu om stunder sendt til et rensningsanlæg til spildevandsrensning inden, at det udledes i havet.
5. endelig må det bero på spildevandets art og sammensætning, om dette med fordel kan føres i almindelige kloaknet eller føres i skillesystemer.

### Pumpestationer
Ligger byen og dermed samleledningerne forholdsvis lavt, så at der ikke kan gives dem direkte fremløb til rensningsanlægget, kan de udmunde ved een eller flere pumpestationer, hvor kloakvandet oppumpes og gennem trykledninger muligvis foreløbig føres til en højereliggende samleledning inden det videre løb til rensningsanlægget.

### Overfaldsbygværker
I mange ældre kloaknet har man af sparehensyn indrettet såkaldte overfaldsbygværker.
Der er tale om afskærende røranlæg, hvor en del af kloakvandet kan løbe direkte til havet eller floden uden forudgående rensning, og som træder i virksomhed, når vandstanden i kloakken på grund af stærke regnskyl eller tøbrud bliver høj. Under sådanne forhold vil kloakvandet indeholde forholdsvis få skadelige stoffer på grund af den forøgede vandmængde og kan derfor ledes ud tæt ved kysten eller bredden, hvorved ledningerne fra overfaldene kan være ret korte.
Meget højt kan de sjælden lægges og må derfor som regel være forsynede med stemmeporte, der åbner sig udad mod havet eller floden og lukkes af højvande således, at dette ikke kan trænge ind i ledningerne. Da den første regn, som ved et regnskyl kommer til kloakken, ved medrevne ekskrementer og andet snavs er blevet næsten lige så uren som spildevand, bør der påregnes, at en vis regnmængde, fx lige så stor eller dobbelt så stor som den største spildevandsmængde, der samtidig kan komme, skal optages af den afskærende ledning. Den største vandhøjde i denne kan der efter beregnes, og man kan så indrette det således, at når denne er nået, lukkes åbningen mellem vedkommende kloak og den afskærende ledning.
Dette kan ske ved en "regulator" (et apparat, som består af en svømmer, der bevæges op og ned ved vandstandsvariationerne i den afskærende ledning, og som gennem en vægtstangsforbindelse, når den er kommet tilstrækkelig højt op, besørger lukningen ved en klap).

### Skillesystemer
Ved de såkaldte simple skillesystemer tænkes på særlige ledninger for nedbørsvand, grundvand, almindeligt flydende affald og for ekskrementer, men i praksis går man sjældent videre end til to sæt af ledninger: eet for nedbørsvand (oftest åbne ledninger) og eet for grundvand og spildevand, og ved "skillesystem" forstår man i almindelighed kun et sådant tvedelt system. Det har særlig den mangel at også det først afløb, forurenede regnvand kommer i vandløbet. Hvor det lader sig gøre, er det derfor bedre at anlægge et almindeligt kloaksystem med en langs vandløbet anbragt afskærende kloak, der kan optage det første regnvand.

## Kloakkers konstruktion
Af størst betydning er det, at kloakken ikke har utætheder, gennem hvilke deres indhold kan trænge ud og forurene jordbunden (og grundvandet).
De mindste kloakker bygges som regel af rør af brændt ler, indvendig og udvendig glaserede og i den ene ende forsynede med muffer, i hvilke det følgende, højere liggende rør griber ind. Samlingerne pakkes med tjæret værk og tættes med fedt ler, cementmørtel eller en asfaltmasse.
Glaserede lerrør anvendes i gader og veje til kloakker med 20-40 cm lysning; større kloakker bygges af beton (eller jernbeton) eller murværk. Betonkloakker kan bygges af kortere rør, støbte over jorden og samlede på samme eller lignende måde som lerrør, men kan også helt eller delvis støbes kontinuerlig i byggegruben.
Murede kloakker opføres af hårdbrændte mursten i vandbygningsmørtel. Jern anvendes til kloakker, hvis indhold føres frem ved mekanisk kraft (undtagelsesvis også til almindelige kloakker, således når disse er særlig udsatte for tryk eller skal krydse vandløb).
Med passende mellemrum må der opføres nedgangsbrønde af beton eller murværk, der giver adgang til et eftersyn af kloakken, som helst skal ligge efter en ret linje fra brønd til brønd således, at man fra den ene af disse kan se gennem kloakken til den næste.
Undtagelsesvis kan man i stedet for nedgangsbrønd anbringe en "lampebrønd" (en snæver brønd, hvori en lampe kan nedsænkes og oplyse det indre af kloakken. Er da denne retlinet fra begge sider af lampebrønden til nærmeste nedgangsbrønde, kan den efterses fra disse). Nedgangsbrønde og lampebrønde må naturligvis være dækkede for oven med et kloakdæksel.
For at optage nedbørsvandet fra en bys gader og veje anbringes særlige nedløbsbrønde, der bedst støbes af beton og i færdig tilstand stilles på deres plads. Denne er sædvanlig lige under en lavning i rendestenene, i hvis bund eller side der ved brønden anbringes en rist, som tilbageholder eventuelle større, med nedbørsvandet tilførte, urenligheder.
Vandet løber gennem risten til brønden og fra denne gennem en kort ledning, en "stikledning", til gadens kloak.
Brøndene er forsynede med vandlås; normalt har de også slamkiste, hvori nogle af de med nedbørsvandet fulgte, tungere stoffer aflejres. Der gives vel derved nogen anledning til forrådnelsesprocesser, men da det hovedsagelig er sand, som aflejres, er faren ikke stor.

## Historie
Allerede de gamle romere anlagde store murede kloakker. Kendt er særlig cloaca maxima, der er bygget ca. 600 f. Kr., og hvis renholdelse kostede uhyre summer.
I middelalderen kom næsten alt hensyn til renlighed i forfald, og anlæg af kloakker ophørte. Enkelte korte kloakker anlagdes ganske vist hist og her ved begyndelsen af det 14. århundrede, men det var dog først ved slutningen af det 18. og begyndelsen af det 19. århundrede, at kloakvæsenet fik et større opsving, navnlig da Paris og London på den tid begyndte anlæggelsen af ordentlige kloakker.
Efter som byerne voksede og deres affald mere og mere forurenede floder og vandløb, blev man så at sige tvunget ind på rationelle kloakanlæg. Spørgsmålene om kloakindholdets rensning rejste sig og behandledes meget omhyggelig, navnlig i England af flere særligt derfor nedsatte kommissioner.

## Galleri
- Kloak i Paris.
- Kloakdæksel i Fredericia
- Kloak under opførelse. Ystad 2018.